# Olympische Winterspiele 2018/Rennrodeln – Einsitzer (Frauen)
Beim Frauen-Einsitzer im Rennrodeln bei den Olympischen Winterspielen 2018 fanden insgesamt vier Läufe statt. Die Läufe wurden am 12. und 13. Februar 2018 ausgetragen. Austragungsort war das Olympic Sliding Centre.
Mit Natalie Geisenberger als Olympiasiegerin und Dajana Eitberger als Silbermedaillengewinnerin belegten zwei deutsche Athletinnen die ersten beiden Plätze. Bronze gewann Alex Gough aus Kanada. Die dritte deutsche Starterin Tatjana Hüfner, die nach dem dritten Lauf noch auf dem zweiten Rang lag, wurde auf Grund eines Fahrfehlers am Ende nur Vierte. Die US-Amerikanerin Summer Britcher konnte in ihrem zweiten Lauf mit 46,132 Sekunden einen neuen Streckenrekord aufstellen.
Ein Unfall ihrer Landfrau Emily Sweeney sorgte für eine längere Unterbrechung des Rennens. Da diese in ihrem vierten Lauf mit ihrem Schlitten in Schieflage geriet und es nicht mehr ausgleichen konnte, krachte sie mit beiden Beinen voraus in die Bande. Sweeney musste leichtverletzt ins Krankenhaus.

## Ergebnisse
| Rang | Athletin               | Land                             | Lauf 1 (s) | Lauf 2 (s) | Lauf 3 (s) | Lauf 4 (s)         | Gesamtzeit (min) |
| ---- | ---------------------- | -------------------------------- | ---------- | ---------- | ---------- | ------------------ | ---------------- |
| 1.   | Natalie Geisenberger   | Deutschland                      | 46,245     | 46,209     | 46,280     | 46,498             | 3:05,232         |
| 2.   | Dajana Eitberger       | Deutschland                      | 46,381     | 46,193     | 46,577     | 46,448             | 3:05,599         |
| 3.   | Alex Gough             | Kanada                           | 46,317     | 46,328     | 46,425     | 46,574             | 3:05,644         |
| 4.   | Tatjana Hüfner         | Deutschland                      | 46,322     | 46,339     | 46,392     | 46,660             | 3:05,713         |
| 5.   | Kimberley McRae        | Kanada                           | 46,339     | 46,449     | 46,480     | 46,610             | 3:05,878         |
| 6.   | Erin Hamlin            | Vereinigte Staaten               | 46,357     | 46,333     | 46,506     | 46,716             | 3:05,912         |
| 7.   | Raluca Strămăturaru    | Rumänien                         | 46,469     | 46,532     | 46,606     | 46,681             | 3:06,288         |
| 8.   | Aileen Frisch          | Südkorea                         | 46,350     | 46,456     | 46,751     | 46,843             | 3:06,400         |
| 9.   | Madeleine Egle         | Österreich                       | 46,726     | 46,646     | 46,541     | 46,696             | 3:06,609         |
| 10.  | Andrea Vötter          | Italien                          | 46,577     | 46,483     | 46,907     | 46,892             | 3:06,859         |
| 11.  | Martina Kocher         | Schweiz                          | 46,837     | 46,657     | 46,638     | 46,761             | 3:06,893         |
| 12.  | Ulla Zirne             | Lettland                         | 46,471     | 46,409     | 47,327     | 46,895             | 3:07,102         |
| 13.  | Brooke Apshkrum        | Kanada                           | 46,834     | 46,839     | 46,905     | 46,983             | 3:07,561         |
| 14.  | Sandra Robatscher      | Italien                          | 46,620     | 47,116     | 47,083     | 46,746             | 3:07,565         |
| 15.  | Jekaterina Baturina    | Olympische Athleten aus Russland | 47,122     | 46,700     | 46,675     | 47,122             | 3:07,619         |
| 16.  | Elīza Cauce            | Lettland                         | 47,458     | 46,477     | 46,624     | 47,092             | 3:07,651         |
| 17.  | Hannah Prock           | Österreich                       | 46,622     | 46,585     | 47,743     | 46,854             | 3:07,804         |
| 18.  | Sung Eun-ryung         | Südkorea                         | 46,918     | 46,851     | 47,205     | 47,276             | 3:08,250         |
| 19.  | Summer Britcher        | Vereinigte Staaten               | 46,829     | 46,132     | 46,603     | 48,770             | 3:08,334         |
| 20.  | Ewa Kuls               | Polen                            | 47,037     | 46,933     | 47,212     | nicht qualifiziert | 2:21,182         |
| 21.  | Olena Schchumowa       | Ukraine                          | 46,950     | 46,844     | 47,751     | nicht qualifiziert | 2:21,545         |
| 22.  | Kendija Aparjode       | Lettland                         | 48,103     | 46,927     | 47,296     | nicht qualifiziert | 2:22,326         |
| 23.  | Katarína Šimoňáková    | Slowakei                         | 47,428     | 47,606     | 47,538     | nicht qualifiziert | 2:22,572         |
| 24.  | Verónica María Ravenna | Argentinien                      | 47,175     | 47,788     | 47,739     | nicht qualifiziert | 2:22,702         |
| 25.  | Natalia Wojtuściszyn   | Polen                            | 49,133     | 46,736     | 47,290     | nicht qualifiziert | 2:23,159         |
| 26.  | Tereza Nosková         | Tschechien                       | 47,813     | 48,132     | 47,921     | nicht qualifiziert | 2:23,866         |
| 27.  | Daria Obratov          | Kroatien                         | 48,615     | 48,252     | 48,686     | nicht qualifiziert | 2:25,553         |
| 28.  | Olena Stezkiw          | Ukraine                          | 50,599     | 48,303     | 47,929     | nicht qualifiziert | 2:26,831         |
|      | Emily Sweeney          | Vereinigte Staaten               | 46,595     | 46,960     | 46,917     | DNF                | DNF              |
|      | Birgit Platzer         | Österreich                       | 47,318     | DNF        |            |                    | DNF              |